# Joana de Hesse-Darmstadt
Joana Marina Leonor Princesa de Hesse e do Reno (em alemão, Johanna Marina Eleonore Prinzessin von Hessen und bei Rhein; Darmstadt, 20 de setembro de 1936 - Darmstadt, 14 de junho de 1939) foi a terceira criança e a única filha do grão-duque Jorge Donato de Hesse-Darmstadt e da sua esposa, a princesa Cecília da Grécia e Dinamarca, irmã do príncipe Filipe, Duque de Edimburgo.

## Biografia
Perdeu os pais e irmãos num acidente de avião quando tinha 14 meses e foi adoptada pelo seu tio Luís de Hesse e pela sua esposa, Margaret Geddes.
O casal planeava criar a sua sobrinha como se fosse a sua própria filha, mas ela sofreu um grave ataque de meningite e morreu 20 meses depois dos pais, aos dois anos e meio. A sua avó materna, a  princesa Alice de Battenberg, disse mais tarde que Joana se parecia tanto com a sua falecida mãe Cecília que foi como se ela tivesse morrido pela segunda vez.
Após a sua morte, Joana foi enterrada junto da sua família em Rosenhohe. O seu tio Luís e a sua tia Margaret nunca conseguiram ter um filho biológico.

## Maldição de família
Algumas pessoas consideram que a família real de Hesse sofre de uma maldição devido ao grande número de mortes prematuras que nela ocorreram. Joana era um sobrinha-neta da czarina Alexandra Feodorovna e da grã-duquesa Isabel Feodorovna, ambas assassinadas com outros membros da família Romanov durante a Revolução Russa de 1917. [carece de fontes?]
A sua bisavó Alice e a sua tia-avó Maria morreram de difteria durante uma onda que afectou o grão-ducado de Hesse-Darmstadt em 1878.
Uma tia, a princesa Isabel de Hesse e Reno, morreu de febre tifoide quando tinha 8 anos, apesar de, na altura, ter corrido o rumor de que ela tinha comido do prato envenenado do seu tio Nicolau II da Rússia.
Um dos tios-avós de Joana, Luís Mountbatten, foi morto em 1979 pelo Exército Republicano Irlandês juntamente com o seu neto Nicolau Knatchbull de 14 anos e a sogra da sua filha Doreen Knatchbull, Baronesa de Brabourne.
As mortes prematuras continuaram na geração seguinte, quando Leonora Knatchbull, uma bisneta de Luís Mountbatten, morreu aos 5 anos de idade com um tumor no rim em 1991.